# Leudeville
Leudeville är en kommun i departementet Essonne i regionen Île-de-France i norra Frankrike. Kommunen ligger i kantonen Brétigny-sur-Orge som tillhör arrondissementet Palaiseau. År 2022 hade Leudeville 1 560 invånare.

## Befolkningsutveckling
Antalet invånare i kommunen Leudeville
| Referens: INSEE |